# 司马迁 (电视剧)
《司马迁》又名《司马迁与汉武帝》，是1997年中国中央电视台制作的历史电视连续剧。杨洁导演，共18集。仇永力、许还山、张秋歌、杨静、虞梦、徐少华、刘冠雄主演。

## 演员表
- 仇永力 饰演 司马迁
- 许还山 饰演 汉武帝
- 张秋歌 饰演 任安
- 王全有 饰演 李陵
- 杨静 饰演 上官静
- 虞梦 饰演 司马书儿
- 徐少华 饰演 郭穰
- 刘冠雄 饰演 杜周
- 李唐 饰演 司马谈
- 谭非翎 饰演 韩仲子
- 何涌生 饰演 杨敞
- 张晓力 饰演 娥娘
- 项汉 饰演 江充
- 洪宗义 饰演 李福
- 姚嘉 饰演 白凤
- 侯锐 饰演 段获
- 陈强 饰演 李广利
- 张光正 饰演 樊广
- 韩月乔 饰演 李夫人
- 王英杰 饰演 杜久
- 宋小川 饰演 小菜花
- 张志强 饰演 牛三
- 兰法庆 饰演 李绪
- 关思国 饰演 且鞮侯单于
- 程成 饰演 昭平君
- 徐路 饰演 钩弋夫人
- 卫余生 饰演 胡亚夫
- 安亚平 饰演 刘据
- 蔡广庆 饰演 老丞相刘屈氂